# Hideki Sonoda
Hideki Sonoda (園田英樹?, Sonoda Hideki; ...) è uno sceneggiatore giapponese, attivo principalmente nel campo degli anime. Ha debuttato come sceneggiatore nel 1982 con Robottino, a cui sono seguiti numerose altre serie televisive come Mila e Shiro, Magica magica Emi, Hilary, Kidō senshi Victory Gundam e Holly e Benji, due fuoriclasse. Ha inoltre lavorato su tutti i prodotti animati legati al franchising Pokémon a partire dalla prima serie televisiva del 1999.